# Munychryia
Munychryia is een geslacht van vlinders van de familie Anthelidae, uit de onderfamilie Munychryiinae.

## Soorten
- M. periclyta Common & McFarland, 1970
- M. senicula Walker, 1865